# René Poupon
Pour les articles homonymes, voir Poupon.
René Poupon, né le 3 juin 1902 à Dijon (Côte-d'Or) et mort le 23 mai 1994 à Lourches dans le département du Nord, est un écrivain français, auteur de roman populaire (roman policier, roman d'amour, roman d'aventures).

## Biographie
Des années 1920 aux années 1950, il est un des piliers des éditions Ferenczi & fils utilisant plusieurs pseudonymes et alternant romans policier, romans d'amour et romans d'aventures.

## Œuvre

### Romans signés René Poupon
- Le Lien du sang, Ferenczi & fils, coll. « Le Petit Livre » no 590 (1924)
- Erreur cruelle, Ferenczi & fils, coll. « Le Petit Livre » no 599 (1924)
- L'Envolée d'amour, Ferenczi & fils, coll. « Le Petit Livre » no 630 (1924)
- Pauvre petiote, Ferenczi & fils, coll. « Mon livre favori » no 215 (1925)
- Seule à vingt ans, Ferenczi & fils, coll. « Mon livre favori » no 222 (1925)
- Amour de bâtard, Ferenczi & fils, coll. « Mon livre favori » no 228 (1925)
- Vengeance d'amour, Ferenczi & fils, coll. « Mon livre favori » no 236 (1925)
- Le Martyre des yeux clos..., Ferenczi & fils, coll. « Le Petit Livre » no 647 (1925)
- La Danseuse de corde, Ferenczi & fils, coll. « Le Petit Livre » no 657 (1925)
- Un serment sur une tombe, Ferenczi & fils, coll. « Le Petit Livre » no 661 (1925)
- Fleurs d'amour, Ferenczi & fils, coll. « Le Petit Livre » no 678 (1925)
- Un cœur en héritage, Ferenczi & fils, coll. « Le Petit Livre » no 696 (1926)
- La Chanson des roses, Ferenczi & fils, coll. « Le Petit Livre » no 711 (1926)
- La Princesse saltimbanque, Ferenczi & fils, coll. « Le Petit Livre » no 721 (1926)
- L'Enfant de la morte, Ferenczi & fils, coll. « Mon livre favori » no 248 (1926)
- Je t'attendais !, Ferenczi & fils, coll. « Mon livre favori » no 270 (1926)
- Pour ton sourire, Ferenczi & fils, coll. « Le Livre épatant » no 295 (1926)
- Le Décor de l'amour, Ferenczi & fils, coll. « Le Petit Livre » no 729 (1926)
- L'Amour ne meurt pas, Ferenczi & fils, coll. « Le Petit Livre » no 735 (1926)
- Vous qui m'avez aimé..., Ferenczi & fils, coll. « Le Petit Livre » no 740 (1926)
- La Déchéance, Ferenczi & fils, coll. « Collection populaire, » no 118 (1926)
- Cœurs vaincus, Ferenczi & fils, coll. « Collection populaire, » no 122 (1926)
- Tragique nuit de noces, Ferenczi & fils, coll. « Le Livre épatant » no 314 (1926)
- Fille d'Annam, Ferenczi & fils, coll. « Le Livre épatant » no 323 (1927)
- Le Roman d'une abandonnée, Ferenczi & fils, coll. « Le Petit Livre » no 749 (1927)
- Pour l'amour de Nadia, Ferenczi & fils, coll. « Le Petit Livre » no 763 (1927)
- Le Cœur de Marinette, Ferenczi & fils, coll. « Le Petit Livre » no 771 (1927)
- Mourir d'amour, Ferenczi & fils, coll. « Le Petit Livre » no 782 (1927)
- La Délaissée, Ferenczi & fils, coll. « Le Livre épatant » no 329 (1927)
- La Belle disparue, Ferenczi & fils, coll. « Le Livre épatant » no 337 (1927)
- Passion de femme, Ferenczi & fils, coll. « Le Livre épatant » no 345 (1927)
- La Chanson de jadis, Ferenczi & fils, coll. « Le Petit Livre » no 790 (1927)
- La Malle vide, Ferenczi & fils, coll. « Le Roman policier » no 14 (1927)
- X, l'infernal, Ferenczi & fils, coll. « Le Roman policier » no 27 (1927), réédition Ferenczi & fils, coll. « Police et Mystère » no 3 (1932), réédition Éditions du Livre moderne, coll. « Mon roman policier » no 5 (1943)
- L'Amante aveugle, Ferenczi & fils, coll. « Le Livre épatant » no 359 (1928)
- Les Forçats de l'amour, Ferenczi & fils, coll. « Mon livre favori » no 366 (1928)
- Tu mourras jeune, Ferenczi & fils, coll. « Mon livre favori » no 380 (1928)
- Prends ma vie, Ferenczi & fils, coll. « Le Petit Roman » no 1 (1928), réédition Ferenczi & fils, coll. « Le Roman d'amour illustré » no 388 (1939)
- Fuyons tous deux !, Ferenczi & fils, coll. « Le Petit Roman » no 5 (1928), réédition Ferenczi & fils, coll. « Le Roman d'amour illustré » no 406 (1940)
- Une pauvre fille, Ferenczi & fils, coll. « Le Petit Livre » no 802 (1928), réédition Ferenczi & fils, coll. « Le Petit Livre » no 1367 (1939)
- Pour effacer la faute, Ferenczi & fils, coll. « Le Petit Livre » no 807 (1928)
- Tendresse flétrie, Ferenczi & fils, coll. « Le Petit Livre » no 816 (1928)
- J'ai cru t'aimer, Ferenczi & fils, coll. « Le Petit Livre » no 823 (1928)
- Trop jolie, Ferenczi & fils, coll. « Notre cœur » no 31 (1928)
- Un an à vivre, Ferenczi & fils, coll. « Le Livre épatant » no 363 (1928), réédition Ferenczi & fils, coll. « Le Livre épatant » no 648 (1938)
- Le Pardon du fils, Ferenczi & fils, coll. « Le Livre épatant » no 370 (1928)
- Cœurs révoltés, Ferenczi & fils, coll. « Le Petit Livre » no 841 (1928)
- La Mendiante d'amour, Ferenczi & fils, coll. « Le Petit Livre » no 93 (1929)
- Deux cœurs pour un, Ferenczi & fils, coll. « Mon livre favori » no 422 (1929)
- Je n'aimerai jamais, Ferenczi & fils, coll. « Le Petit Livre » no 853 (1929)
- Prisonniers des démons noirs, Ferenczi & fils, coll. « Le Livre de l'aventure » no 4 (1929)
- Haine et Tendresse, Ferenczi & fils, coll. « Le Livre épatant » no 377 (1929)
- Le Cœur oublie, Ferenczi & fils, coll. « Le Livre épatant » no 387 (1929)
- Le Fils de la mort, Ferenczi & fils, coll. « Le Livre de l'aventure » no 13 (1929)
- Laquelle aimer ?..., Ferenczi & fils, coll. « Le Petit Livre » no 894 (1929)
- Le Crime de jadis, Ferenczi & fils, coll. « Le Roman d'amour illustré » no 210 (1929)
- Fiancée bretonne, Ferenczi & fils, coll. « Mon livre favori » no 457 (1930), réédition Ferenczi & fils, coll. « Mon livre favori » no 963 (1939)
- Fille de bandit..., Ferenczi & fils, coll. « Mon livre favori » no 488 (1930)
- Tu seras maudite, Ferenczi & fils, coll. « Le Livre épatant » no 407 (1930)
- Le bonheur est un songe..., Ferenczi & fils, coll. « Le Petit Livre » no 917 (1930)
- La Mieux Aimée, Le Livre national (1930)
- Pourquoi m'as-tu abandonnée ?, Ferenczi & fils, coll. « Le Petit Roman » no 130 (1930)
- Sœur maudite..., Ferenczi & fils, coll. « Le Petit Livre » no 926 (1930)
- La Femme que j'ai tuée, Ferenczi & fils, coll. « Le Petit Livre » no 939 (1930)
- L'Épouse du fou..., Ferenczi & fils, coll. « Le Petit Roman » no 155 (1931)
- Le Drame d'une nuit..., Ferenczi & fils, coll. « Le Petit Roman » no 164 (1931), réédition  Ferenczi & fils, coll. « Le Roman d'amour illustré » no 379 (1939)
- Le Sous-marin fantôme, Ferenczi & fils, coll. « Le Livre de l'aventure » no 39 (1931)
- Beaux yeux que j'aime..., Ferenczi & fils, coll. « Le Livre épatant » no 427 (1931)
- La Jolie Veuve, Ferenczi & fils, coll. « Le Livre épatant » no 446 (1932)
- La Fiancée du séducteur, Ferenczi & fils, coll. « Le Livre épatant » no 464 (1932)
- Amours et Haines secrètes, Ferenczi & fils, coll. « Le Petit Livre » no 1030 (1932)
- Si tu me résistes..., Ferenczi & fils, coll. « Le Roman d'amour illustré » no 12 (1932)
- Tu souffriras d'amour, Ferenczi & fils, coll. « Le Roman d'amour » no 1 (1932)
- Z, l'invisible, Ferenczi & fils, coll. « Police et Mystère » no 24 (1932)
- Le Spectre justicier, Ferenczi & fils, coll. « Police et Mystère » no 30 (1932)
- La Maison d'épouvante, Ferenczi & fils, coll. « Police et Mystère » no 37 (1933)
- L'Épingle qui tue, Ferenczi & fils, coll. « Police et Mystère » no 44 (1933)
- Une ombre dans la nuit, Ferenczi & fils, coll. « Police et Mystère » no 51 (1933)
- À quoi sert d'aimer ?, Ferenczi & fils, coll. « Mon livre favori » no 614 (1933)
- Maudit soit votre amour, Ferenczi & fils, coll. « Le Roman d'amour illustré » no 46 (1933), réédition, Ferenczi & fils, coll. « Mon roman d'amour » no 234 (1952)
- Une femme a menti, Ferenczi & fils, coll. « Le Petit Livre » no 1044 (1933)
- M. Worbe mourra ce soir, Ferenczi & fils, coll. « Crime et Police » no 2 (1933)
- L'Homme du tombeau, Ferenczi & fils, coll. « Voyages et Aventures » no 46 (1934)
- Un duel sous les mers, Ferenczi & fils, coll. « Voyages et Aventures » no 51 (1934)
- Les Assiégés de la brousse, Ferenczi & fils, coll. « Voyages et Aventures » no 56 (1934)
- Tu as tué mon cœur, Ferenczi & fils, coll. « Le Roman d'amour illustré » no 130 (1934)
- Ma vie pour ton bonheur, Ferenczi & fils, coll. « Le Roman d'amour illustré » no 141 (1934)
- On meurt parfois d'amour, Ferenczi & fils, coll. « Mon livre favori » no 670 (1934)
- Le Meurtre étrange du boulevard Carnot, Ferenczi & fils, coll. « Police et Mystère » no 87 (1934)
- L'Assassin assassiné, Ferenczi & fils, coll. « Crime et Police » no 22 (1934)
- La Mendiante d'amour..., Ferenczi & fils, coll. « Le Roman d'amour illustré » no 361 (1934)
- Le Piège d'amour, Ferenczi & fils, coll. « Le Livre épatant » no 503 (1934)
- Zorbano, le destructeur, Ferenczi & fils, coll. « Voyages et Aventures » no 63 (1935)
- Petite fleur du faubourg, Ferenczi & fils, coll. « Le Roman d'amour illustré » no 154 (1935)
- Meurtrier de son enfant, Ferenczi & fils, coll. « Le Petit Roman » no 407 (1935)
- Passion de femme, Ferenczi & fils, coll. « Le Livre épatant » no 547 (1935)
- Fanny la voleuse, Ferenczi & fils, coll. « Mon livre favori » no 719 (1935)
- L'Or qui tue, Ferenczi & fils, coll. « Voyages et Aventures » no 87 (1935)
- Baisers sans lendemain, Ferenczi & fils, coll. « Le Roman d'amour illustré » no 187 (1935)
- Les Lettres de sang, Ferenczi & fils, coll. « Police » no 102 (1935)
- Le Justicier invisible, Ferenczi & fils, coll. « Police » no 151 (1936)
- Le Roman de Muguette..., Ferenczi & fils, coll. « Le Roman d'amour illustré » no 267 (1937), réédition, Ferenczi & fils, coll. « Mon roman d'amour » no 240 (1952)
- Pour être aimée de toi !, Ferenczi & fils, coll. « Mon livre favori » no 882 (1938)
- Pardonne, mon enfant !, Ferenczi & fils, coll. « Le Petit Roman » no 673 (1938)
- Pauvre amour..., Ferenczi & fils, coll. « Mon livre favori » no 923 (1938)
- La Chanson de jadis, Ferenczi & fils, coll. « Le Petit Livre » no 1359 (1938)
- Les Gants du meurtrier..., Ferenczi & fils, coll. « Police » no 295 (1938)
- Le Mari de demain, Ferenczi & fils, coll. « Le Petit Roman » no 755 (1939)
- Le Corsaire des mers du sud, Ferenczi & fils, coll. « Mon roman d'aventures » no 115 (1950)
- Les morts vont vite..., Ferenczi & fils, coll. « Le Verrou » no 34 (1951)
- La Dernière Rafale, Ferenczi & fils, coll. « Le Verrou » no 47 (1952)
- Le Prix d'une vie, Ferenczi & fils, coll. « Mon roman d'amour » no 227 (1952)
- Signé de mon sang, Ferenczi & fils, coll. « Le Verrou » no 55 (1952)
- Perles de sang, Ferenczi & fils, coll. « Mon roman d'aventures » no 203 (1952)
- Parlez-moi de lui..., Ferenczi & fils, coll. « Mon roman d'amour » no 282 (1953)
- La Piste du désespoir, Ferenczi & fils, coll. « Mon roman d'aventures » no 231 (1953)
- Les morts ne parlent pas !, Ferenczi & fils, coll. « Le Verrou » no 67 (1953)
- Danse macabre, Ferenczi & fils, coll. « Le Verrou » no 75 (1953)
- Les Hors-la-loi, Ferenczi & fils, coll. « Mon roman d'aventures » no 238 (1953)
- La Chevauchée sans espoir, Ferenczi & fils, coll. « Mon roman d'aventures » no 245 (1953)
- La Patrouille des neiges, Ferenczi & fils, coll. « Mon roman d'aventures » no 258 (1953)
- Le Cri de guerre, Ferenczi & fils, coll. « Mon roman d'aventures » no 272 (1953)
- Prends garde, la môme !, Ferenczi & fils, coll. « Le Verrou » no 78 (1953)
- Une corde au cou, Ferenczi & fils, coll. « Le Verrou » no 82 (1953)
- Et que ça saute !, Ferenczi & fils, coll. « Police et Mystère » nouvelle série no 61 (1953)
- Je n'ai pas tué Katie !, Ferenczi & fils, coll. « Le Verrou » no 88 (1954)
- L'Autre que j'ai tué, Ferenczi & fils, coll. « Le Verrou » no 96 (1954)
- Les Funérailles du professeur Fleg, Ferenczi & fils, coll. « Le Verrou » no 97 (1954)
- La Chanson qui tue..., Ferenczi & fils, coll. « Police et Mystère » nouvelle série no 68 (1954)
- Un poignard dans la gorge, Ferenczi & fils, coll. « Police et Mystère » nouvelle série no 76 (1954)
- Un fantôme se promène..., Ferenczi & fils, coll. « Le Verrou » no 104 (1954)
- Le Cœur de Catharina, Ferenczi & fils, coll. « Mon roman d'amour » no 335 (1954)
- Vaincu d'avance..., Ferenczi & fils, coll. « Mon roman d'aventures » no 364 (1955)
- Un mort te tuera, Ferenczi & fils, coll. « Le Verrou » no 111 (1955)
- Il faut toujours payer !, Ferenczi & fils, coll. « Le Verrou » no 125 (1955)
- Jamais plus, Janie, Ferenczi & fils, coll. « Le Livre favori » no 1172 (1955)
- Élina ne sait pas mourir, Ferenczi & fils, coll. « Le Verrou » no 130 (1955)
- Pour vous la dernière balle, Ferenczi & fils, coll. « Mon roman d'aventures » no 413 (1956)
- Mon cœur battait si vite..., Ferenczi & fils, coll. « Le Livre favori » no 1242 (1958)

### Romans signés R. Pol Dry
- Serment oublié, Ferenczi & fils, coll. « Mon roman d'amour » no 332 (1954)
- J'ai passé dans ta vie, Ferenczi & fils, coll. « Mon roman d'amour » no 344 (1954)
- L'Aventure de Simone, Ferenczi & fils, coll. « Mon roman d'amour » no 368 (1953)

### Romans signés René-Paul  Noël
- Son frère..., Ferenczi & fils, coll. « Le Livre épatant » no 366 (1928)
- S'aimer et se taire, Ferenczi & fils, coll. « Le Petit Roman » no 81  (1929)
- Âme en détresse, Ferenczi & fils, coll. « Le Petit Roman » no 96  (1929), réédition Ferenczi & fils, coll. « Le Petit Roman » no 709  (1938)
- Après le désespoir, Ferenczi & fils, coll. « Mon petit livre » no 856  (1929)
- Jeune veuve, Ferenczi & fils, coll. « Le Petit Roman » no 123  (1930)
- Le Bonheur des uns, Ferenczi & fils, coll. « Mon livre favori » no 496  (1930)
- Pour une folie..., Ferenczi & fils, coll. « Le Petit Roman » no 143  (1930)
- Loin du cœur, Ferenczi & fils, coll. « Mon livre favori » no 518  (1931)
- Le Double Crime d'amour..., Ferenczi & fils, coll. « Le Livre épatant » no 410 (1931), réédition Ferenczi & fils, coll. « Le Livre épatant » no 661 (1939)
- Le Secret d'un visage, Ferenczi & fils, coll. « Le Petit Livre » no 951 (1931)
- L'Enfant d'autrefois, Ferenczi & fils, coll. « Le Livre épatant » no 437 (1931), réédition Ferenczi & fils, coll. « Le Livre épatant » no 705 (1940)
- Pendant qu'une femme se meurt..., Ferenczi & fils, coll. « Le Petit Roman » no 159  (1931), réédition Ferenczi & fils, coll. « Le Petit Roman » no 727  (1939)
- Un étrange mariage, Ferenczi & fils, coll. « Le Petit Roman » no 229  (1932)
- Tendresse de matelot..., Ferenczi & fils, coll. « Le Roman d'amour illustré » no 8  (1932), réédition  Ferenczi & fils, coll. « Mon roman d'amour » no 232 (1952)
- Sa vengeance..., Ferenczi & fils, coll. « Le Roman d'amour illustré » no 35 (1932), réédition Ferenczi & fils, coll. « Mon roman d'amour » no 238 (1952)
- La Fiancée en deuil, Ferenczi & fils, coll. « Mon livre favori » no 554 (1932)
- Tu subiras ma tendresse..., Ferenczi & fils, coll. « Le Petit Livre » no 1016 (1932)
- Vol et Crime, Ferenczi & fils, coll. « Police et Mystère » no 90 (1934)
- On a volé un enfant, Ferenczi & fils, coll. « Le Roman d'amour illustré » no 153 (1935)
- Innocente ou Coupable, Ferenczi & fils, coll. « Le Roman d'amour illustré » no 171  (1935)
- L'Amant d'autrefois, Ferenczi & fils, coll. « Le Petit Roman » no 395  (1935)
- Je serai digne de vous, Ferenczi & fils, coll. « Mon livre favori » no 890  (1938)
- Pour une folie, Ferenczi & fils, coll. « Le Petit Roman » no 750  (1939)
- Un soir de misère..., Ferenczi & fils, coll. « Le Roman d'amour illustré » no 383  (1939)
- Cœurs torturés, Ferenczi & fils, coll. « Mon roman d'amour » no 255 (1952)
- Révolte à San Cristobal, Ferenczi & fils, coll. « Mon roman d'aventures » no 264 (1953)
- Près de toi, toujours, Ferenczi & fils, coll. « Mon roman d'amour » no 263 (1953)
- Je ne t'aime pas !, Ferenczi & fils, coll. « Mon roman d'amour » no 281 (1953)
- Dernière chance d'amour, Ferenczi & fils, coll. « Le Livre favori » no 1140 (1954)
- Laisser passer sa chance, Ferenczi & fils, coll. « Le Livre favori » no 1162 (1954)
- Cap sur La Havane, Ferenczi & fils, coll. « Mon roman d'aventures » no 281 (1954)
- Deux tendresses..., Ferenczi & fils, coll. « Mon roman d'amour » no 352 (1954)
- Sœurs d'un soir, Ferenczi & fils, coll. « Mon roman d'amour » no 361 (1955)

## Sources
- Dictionnaire du roman populaire sous la direction de Daniel Compère (2007)